# Idrotecna
Idrotecna S.p.A. è una azienda italiana che opera nel settore della gestione del ciclo dell'acqua, nella costruzione di impianti per la bonifica ambientale e per la produzione di energia elettrica.

## Storia
Idrotecna viene fondata l'11 settembre 1951 come Condil - Tubi Opere Idrauliche ed Affini S.p.A.da Società Italiana per Condotte d'Acqua (50%) e da ILVA Altiforni e Acciaierie d'Italia S.p.A. (50%) per la progettazione, costruzione e gestione di opere idrauliche e di bonifica, con particolare predilezione per l'uso della ghisa.
Successivamente trasformata in Condil S.p.A. diventa Condil - Condotte Lavori Idraulici S.p.A.. Inizialmente controllata da Condotte d'Acqua (IRI-Italstat-Italgenco), viene poi ceduta a Iritecna.
Negli anni novanta diventa Idrotecna S.p.A.: d'ora in avanti le attività della società si concentreranno sulla gestione delle opere per la captazione, la raccolta, il trattamento e la distribuzione dell'acqua e dei connessi impianti fognari e depurativi.
Passata sotto il controllo di Fintecna, il 28 giugno 2002 viene ceduta per 1,39 miliardi a Società Lavori Generali.